# Yinpterochiroptera
Yinpterochiroptera o Pteropodiformes son un suborden propuesto de mamíferos quirópteros formado por los megamurciélagos y seis de las familias de micromurciélagos. Este taxón se basa principalmente en los datos de genética molecular y se opone a la idea tradicional de que megamurciélagos y micromurciélagos forman grupos monofiléticos de murciélagos.

## Taxonomía
El término Yinpterochiroptera viene de la unión de Pteropodidae (la única familia de megamurciélagos) y Yangochiroptera (un término propuesto en 1984 por Karl F. Koopman para referirse a ciertas familias de micromurciélagos).
Como alternativa a los nombres Yinpterochiroptera y Yangochiroptera, algunos investigadores utilizan los términos Pteropodiformes y Vespertilioniformes respectivamente. En virtud a esta nueva nomenclatura propuesta, Pteropodiformes es el suborden que reemplazaría Yinpterochiroptera.

### Sistemática
El suborden se clasifica de la siguiente manera:
- Suborden Yinpterochiroptera Springer, Teeling, Madsen, Stanhope & Jong, 2001
  - Superfamilia Pteropodoidea
    - Familia Pteropodidae Gray, 1821

  - Superfamilia Rhinolophoidea Gray, 1825
    - Familia Craseonycteridae Hill, 1974
    - Familia Hipposideridae Lydekker, 1891
    - Familia Megadermatidae H. Allen, 1864
    - Familia Pteropodidae Gray, 1821
    - Familia Rhinolophidae Gray, 1825
    - Familia Rhinopomatidae Bonaparte, 1838